# Краухенвис
Краухенвис (нем. Krauchenwies, алем. нем. Grauchawiis) — коммуна в Германии, в земле Баден-Вюртемберг.
Подчиняется административному округу Тюбинген. Входит в состав района Зигмаринген. Население составляет 5023 человека (на 31 декабря 2010 года). Занимает площадь 44,66 км².

## Галерея

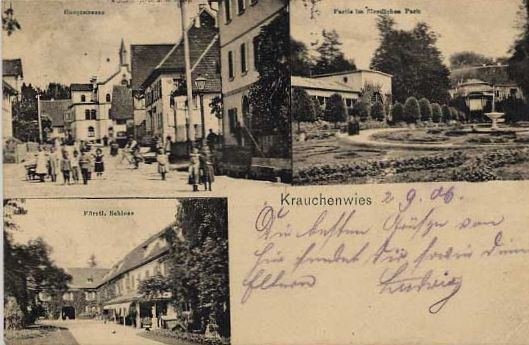
Замок
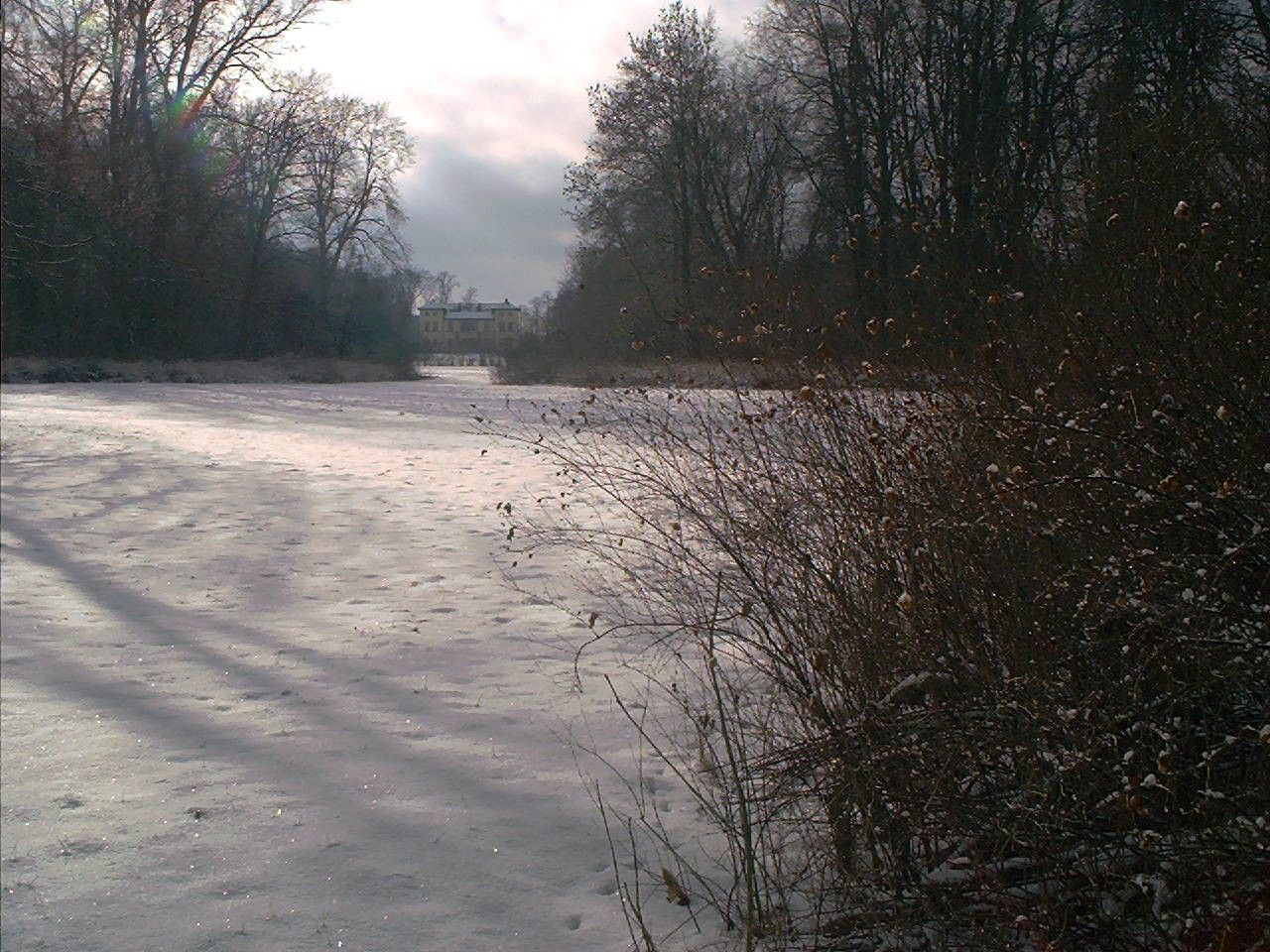
Парк
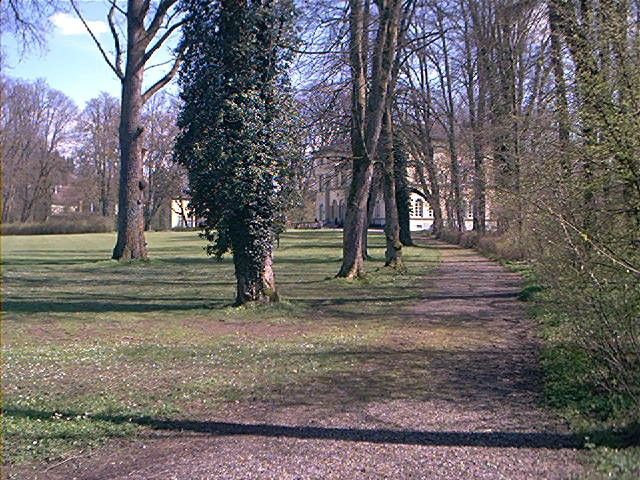
Парк
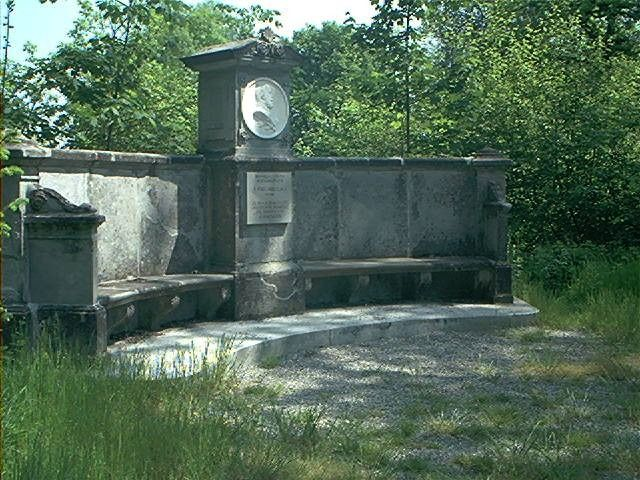
Парк
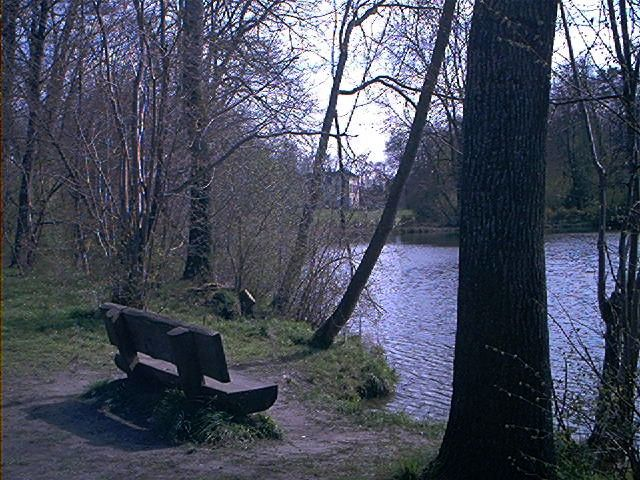
Замок
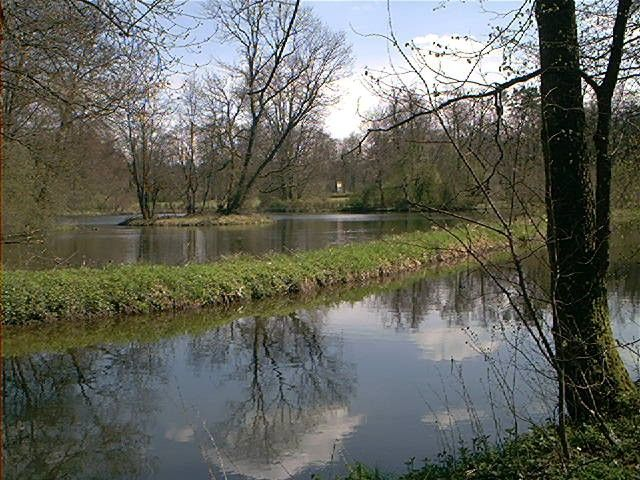
Парк